# بيلي آيسنبرج
بيلي آيسنبرج (بالإنجليزية: Billy Eisenberg)‏ هو لاعب الجسر ‏ أمريكي، ولد في 5 سبتمبر 1937.